# Formula 1 – sezona 1982.
| FIA Svjetsko prvenstvo Formule 1 1982. | FIA Svjetsko prvenstvo Formule 1 1982. |
|                                        | Prvak                                  |
| -------------------------------------- | -------------------------------------- |
| Vozač                                  | Keke Rosberg (Williams-Ford)           |
| Konstruktor                            | Ferrari                                |
| Prethodna sezona                       | Sljedeća sezona                        |
| 1981.                                  | 1983.                                  |

Formula 1 – sezona 1982. je bila 33. sezona Formule 1. Vozilo se 16 utrka u periodu od 23. siječnja do 25. rujna 1982. godine. Svjetski prvak postao je Keke Rosberg, a konstruktorski prvak po sedmi put momčad Ferraria. Sezona je poznata po tri vožene utrke u samo jednoj državi (SAD); VN SAD Zapad, VN SAD Istok i VN Las Vegasa.

## Vozači i konstruktori
| Konstruktor / Momčad                                                                    | Šasija                               | Motor                    | Gume | Broj | Vozači             | Utrke               |
| --------------------------------------------------------------------------------------- | ------------------------------------ | ------------------------ | ---- | ---- | ------------------ | ------------------- |
| Brabham-BMW Brabham-Ford Cosworth Parmalat Racing Team                                  | Brabham BT50                         | BMW M12/13 L4 t 1.5      | G    | 1    | Nelson Piquet      | 1, 5-16             |
| Brabham-BMW Brabham-Ford Cosworth Parmalat Racing Team                                  | Brabham BT50                         | BMW M12/13 L4 t 1.5      | G    | 2    | Riccardo Patrese   | 1, 5, 9-16          |
| Brabham-BMW Brabham-Ford Cosworth Parmalat Racing Team                                  | Brabham BT49D Brabham BT49C          | Ford Cosworth DFV V8 3.0 | G    | 1    | Nelson Piquet      | 2-3                 |
| Brabham-BMW Brabham-Ford Cosworth Parmalat Racing Team                                  | Brabham BT49D Brabham BT49C          | Ford Cosworth DFV V8 3.0 | G    | 2    | Riccardo Patrese   | 2-3, 6-8            |
| Tyrrell-Ford Cosworth Team Tyrrell                                                      | Tyrrell 011                          | Ford Cosworth DFV V8 3.0 | G    | 3    | Michele Alboreto   | Sve                 |
| Tyrrell-Ford Cosworth Team Tyrrell                                                      | Tyrrell 011                          | Ford Cosworth DFV V8 3.0 | G    | 4    | Slim Borgudd       | 1-3                 |
| Tyrrell-Ford Cosworth Team Tyrrell                                                      | Tyrrell 011                          | Ford Cosworth DFV V8 3.0 | G    | 4    | Brian Henton       | 4-16                |
| Williams-Ford Cosworth TAG Williams Team                                                | Williams FW07C Williams FW08         | Ford Cosworth DFV V8 3.0 | G    | 5    | Carlos Reutemann   | 1-2                 |
| Williams-Ford Cosworth TAG Williams Team                                                | Williams FW07C Williams FW08         | Ford Cosworth DFV V8 3.0 | G    | 5    | Mario Andretti     | 3                   |
| Williams-Ford Cosworth TAG Williams Team                                                | Williams FW07C Williams FW08         | Ford Cosworth DFV V8 3.0 | G    | 5    | Derek Daly         | 5-16                |
| Williams-Ford Cosworth TAG Williams Team                                                | Williams FW07C Williams FW08         | Ford Cosworth DFV V8 3.0 | G    | 6    | Keke Rosberg       | 1-3, 5-16           |
| McLaren-Ford Cosworth Marlboro McLaren International                                    | McLaren MP4/1 McLaren MP4/1B         | Ford Cosworth DFV V8 3.0 | M    | 7    | John Watson        | 1-3, 5-16           |
| McLaren-Ford Cosworth Marlboro McLaren International                                    | McLaren MP4/1 McLaren MP4/1B         | Ford Cosworth DFV V8 3.0 | M    | 8    | Niki Lauda         | 1-3, 5-16           |
| ATS-Ford Cosworth Team ATS                                                              | ATS D5                               | Ford Cosworth DFV V8 3.0 | A M  | 9    | Manfred Winkelhock | Sve                 |
| ATS-Ford Cosworth Team ATS                                                              | ATS D5                               | Ford Cosworth DFV V8 3.0 | A M  | 10   | Eliseo Salazar     | Sve                 |
| Lotus-Ford Cosworth John Player Team Lotus                                              | Lotus 87B Lotus 91                   | Ford Cosworth DFV V8 3.0 | G    | 11   | Elio de Angelis    | 1-3, 5-16           |
| Lotus-Ford Cosworth John Player Team Lotus                                              | Lotus 87B Lotus 91                   | Ford Cosworth DFV V8 3.0 | G    | 12   | Nigel Mansell      | 1-3, 5-8, 10, 12-16 |
| Lotus-Ford Cosworth John Player Team Lotus                                              | Lotus 87B Lotus 91                   | Ford Cosworth DFV V8 3.0 | G    | 12   | Roberto Moreno     | 9                   |
| Lotus-Ford Cosworth John Player Team Lotus                                              | Lotus 87B Lotus 91                   | Ford Cosworth DFV V8 3.0 | G    | 12   | Geoff Lees         | 11                  |
| Ensign-Ford Cosworth Ensign Racing                                                      | Ensing N180B Ensing N181             | Ford Cosworth DFV V8 3.0 | A M  | 14   | Roberto Guerrero   | 1-3, 5-16           |
| Renault Equipe Renault Elf                                                              | Renault RE30B Renault RE40           | Renault EF1 V6 t 1.5     | M    | 15   | Alain Prost        | Sve                 |
| Renault Equipe Renault Elf                                                              | Renault RE30B Renault RE40           | Renault EF1 V6 t 1.5     | M    | 16   | René Arnoux        | Sve                 |
| March-Ford Cosworth March Grand Prix Team Rothmans March Grand Prix Team LBT Team March | March 821                            | Ford Cosworth DFV V8 3.0 | P A  | 17   | Jochen Mass        | 1-3, 5-11           |
| March-Ford Cosworth March Grand Prix Team Rothmans March Grand Prix Team LBT Team March | March 821                            | Ford Cosworth DFV V8 3.0 | P A  | 17   | Rupert Keegan      | 12-16               |
| March-Ford Cosworth March Grand Prix Team Rothmans March Grand Prix Team LBT Team March | March 821                            | Ford Cosworth DFV V8 3.0 | P A  | 18   | Raul Boesel        | 1-3, 5-16           |
| March-Ford Cosworth March Grand Prix Team Rothmans March Grand Prix Team LBT Team March | March 821                            | Ford Cosworth DFV V8 3.0 | P A  | 19   | Emilio de Villota  | 5-9                 |
| Fittipaldi-Ford Cosworth Fittipaldi Automotive                                          | Fittipaldi F8D Fittipaldi F9         | Ford Cosworth DFV V8 3.0 | P    | 20   | Chico Serra        | 1-3, 5-16           |
| Alfa Romeo Marlboro Team Alfa Romeo                                                     | Alfa Romeo 179D Alfa Romeo 182       | Alfa Romeo 1260 V12 3.0  | M    | 22   | Andrea de Cesaris  | Sve                 |
| Alfa Romeo Marlboro Team Alfa Romeo                                                     | Alfa Romeo 179D Alfa Romeo 182       | Alfa Romeo 1260 V12 3.0  | M    | 23   | Bruno Giacomelli   | Sve                 |
| Ligier-Matra Equipe Talbot Gitanes                                                      | Ligier JS17 Ligier JS17B Ligier JS19 | Matra MS81 V12 3.0       | M    | 25   | Eddie Cheever      | 1-3, 5-16           |
| Ligier-Matra Equipe Talbot Gitanes                                                      | Ligier JS17 Ligier JS17B Ligier JS19 | Matra MS81 V12 3.0       | M    | 26   | Jacques Laffite    | 1-3, 5-16           |
| Ferrari Scuderia Ferrari SpA SEFAC                                                      | Ferrari F126C2                       | Ferrari 021 V6 t 1.5     | G    | 27   | Gilles Villeneuve  | 1-4                 |
| Ferrari Scuderia Ferrari SpA SEFAC                                                      | Ferrari F126C2                       | Ferrari 021 V6 t 1.5     | G    | 27   | Patrick Tambay     | 9-13, 15            |
| Ferrari Scuderia Ferrari SpA SEFAC                                                      | Ferrari F126C2                       | Ferrari 021 V6 t 1.5     | G    | 28   | Didier Pironi      | 1-4, 6-11           |
| Ferrari Scuderia Ferrari SpA SEFAC                                                      | Ferrari F126C2                       | Ferrari 021 V6 t 1.5     | G    | 28   | Mario Andretti     | 15-16               |
| Arrows-Ford Cosworth Arrows Racing Team                                                 | Arrows A4 Arrows A5                  | Ford Cosworth DFV V8 3.0 | P    | 29   | Brian Henton       | 1-3                 |
| Arrows-Ford Cosworth Arrows Racing Team                                                 | Arrows A4 Arrows A5                  | Ford Cosworth DFV V8 3.0 | P    | 29   | Marc Surer         | 4-16                |
| Arrows-Ford Cosworth Arrows Racing Team                                                 | Arrows A4 Arrows A5                  | Ford Cosworth DFV V8 3.0 | P    | 30   | Mauro Baldi        | 1-3, 5-16           |
| Osella-Ford Cosworth Osella-Alfa Romeo Osella Squadra Corse                             | Osella FA1C Osella FA1D              | Ford Cosworth DFV V8 3.0 | P    | 31   | Jean-Pierre Jarier | Sve                 |
| Osella-Ford Cosworth Osella-Alfa Romeo Osella Squadra Corse                             | Osella FA1C Osella FA1D              | Ford Cosworth DFV V8 3.0 | P    | 32   | Ricardo Paletti    | 1-8                 |
| Theodore-Ford Cosworth Theodore Racing Team                                             | Theodore TY01 Theodore TY02          | Ford Cosworth DFV V8 3.0 | A G  | 33   | Derek Daly         | 1-3                 |
| Theodore-Ford Cosworth Theodore Racing Team                                             | Theodore TY01 Theodore TY02          | Ford Cosworth DFV V8 3.0 | A G  | 33   | Jan Lammers        | 5-7, 9-11           |
| Theodore-Ford Cosworth Theodore Racing Team                                             | Theodore TY01 Theodore TY02          | Ford Cosworth DFV V8 3.0 | A G  | 33   | Geoff Lees         | 8                   |
| Theodore-Ford Cosworth Theodore Racing Team                                             | Theodore TY01 Theodore TY02          | Ford Cosworth DFV V8 3.0 | A G  | 33   | Tommy Byrne        | 12-16               |
| Toleman-Hart Candy Toleman Motorsport Toleman Group Motorsport                          | Toleman TG181C Toleman TG183         | Hart 415T L4 t 1.5       | P    | 35   | Derek Warwick      | 1-6, 9-16           |
| Toleman-Hart Candy Toleman Motorsport Toleman Group Motorsport                          | Toleman TG181C Toleman TG183         | Hart 415T L4 t 1.5       | P    | 36   | Teo Fabi           | 1-6, 9-16           |

## Utrke
|     | Utrka                                              | 1.                                     | 2.                                      | 3.                                     |
| --- | -------------------------------------------------- | -------------------------------------- | --------------------------------------- | -------------------------------------- |
|     |                                                    |                                        |                                         |                                        |
| 1.  | VN Južne Afrike, Kyalami 23. siječnja 1982.        | Alain Prost Renault                    | Carlos Reutemann Williams-Ford Cosworth | René Arnoux Renault                    |
| 2.  | VN Brazila, Jacarepagua 21. ožujka 1982.           | Alain Prost Renault                    | John Watson McLaren-Ford Cosworth       | Nigel Mansell Lotus-Ford Cosworth      |
| 3.  | VN SAD Zapad, Long Beach 4. travnja 1982.          | Niki Lauda McLaren-Ford Cosworth       | Keke Rosberg Williams-Ford Cosworth     | Riccardo Patrese Brabham-Ford Cosworth |
| 4.  | VN San Marina, Imola 25. travnja 1982.             | Didier Pironi Ferrari                  | Gilles Villeneuve Ferrari               | Michele Alboreto Tyrrell-Ford Cosworth |
| 5.  | VN Belgije, Zolder 9. svibnja 1982.                | John Watson McLaren-Ford Cosworth      | Keke Rosberg Williams-Ford Cosworth     | Eddie Cheever Ligier-Matra             |
| 6.  | VN Monaka, Monte Carlo 23. svibnja 1982.           | Riccardo Patrese Brabham-Ford Cosworth | Didier Pironi Ferrari                   | Andrea de Cesaris Alfa Romeo           |
| 7.  | VN SAD Istok, Detroit 6. lipnja 1982.              | John Watson McLaren-Ford Cosworth      | Eddie Cheever Ligier-Matra              | Didier Pironi Ferrari                  |
| 8.  | VN Kanade, Montreal 13. lipnja 1982.               | Nelson Piquet Brabham-BMW              | Riccardo Patrese Brabham-Ford Cosworth  | John Watson McLaren-Ford Cosworth      |
| 9.  | VN Nizozemske, Zandvoort 3. srpnja 1982.           | Didier Pironi Ferrari                  | Nelson Piquet Brabham-BMW               | Keke Rosberg Williams-Ford Cosworth    |
| 10. | VN Velike Britanije, Brands Hatch 18. srpnja 1982. | Niki Lauda McLaren-Ford Cosworth       | Didier Pironi Ferrari                   | Patrick Tambay Ferrari                 |
| 11. | VN Francuske, Paul Ricard 25. srpnja 1982.         | René Arnoux Renault                    | Alain Prost Renault                     | Didier Pironi Ferrari                  |
| 12. | VN Njemačke, Hockenheim 8. kolovoza 1982.          | Patrick Tambay Ferrari                 | René Arnoux Renault                     | Keke Rosberg Williams-Ford Cosworth    |
| 13. | VN Austrije, Österreichring 15. kolovoza 1982.     | Elio de Angelis Lotus-Ford Cosworth    | Keke Rosberg Williams-Ford Cosworth     | Jacques Laffite Ligier-Matra           |
| 14. | VN Švicarske, Dijon-Prenois 29. kolovoza 1982.     | Keke Rosberg Williams-Ford Cosworth    | Alain Prost Renault                     | Niki Lauda McLaren-Ford Cosworth       |
| 15. | VN Italije, Monza 12. rujna 1982.                  | René Arnoux Renault                    | Patrick Tambay Ferrari                  | Mario Andretti Ferrari                 |
| 16. | VN Las Vegasa, Caesars Palace 25. rujna 1982.      | Michele Alboreto Tyrrell-Ford Cosworth | John Watson McLaren-Ford Cosworth       | Eddie Cheever Ligier-Matra             |
|     |                                                    |                                        |                                         |                                        |

## Konačni poredak

### Vozači
| Mjesto | Vozač              | Bodovi |
| ------ | ------------------ | ------ |
| 1.     | Keke Rosberg       | 44     |
| 2.     | Didier Pironi      | 39     |
| 3.     | John Watson        | 39     |
| 4.     | Alain Prost        | 34     |
| 5.     | Niki Lauda         | 30     |
| 6.     | René Arnoux        | 28     |
| 7.     | Patrick Tambay     | 25     |
| 8.     | Michele Alboreto   | 25     |
| 9.     | Elio de Angelis    | 23     |
| 10.    | Riccardo Patrese   | 21     |
| 11.    | Nelson Piquet      | 20     |
| 12.    | Eddie Cheever      | 15     |
| 13.    | Derek Daly         | 8      |
| 14.    | Nigel Mansell      | 7      |
| 15.    | Carlos Reutemann   | 6      |
| 16.    | Gilles Villeneuve  | 6      |
| 17.    | Andrea de Cesaris  | 5      |
| 18.    | Jacques Laffite    | 5      |
| 19.    | Mario Andretti     | 4      |
| 20.    | Jean-Pierre Jarier | 3      |
| 21.    | Marc Surer         | 3      |
| 20.    | Manfred Winkelhock | 2      |
| 22.    | Eliseo Salazar     | 2      |
| 23.    | Bruno Giacomelli   | 2      |
| 24.    | Mauro Baldi        | 2      |
| 25.    | Chico Serra        | 1      |

### Konstruktori
| Pozicija | Konstruktor              | Bodovi |
| -------- | ------------------------ | ------ |
| 1.       | Ferrari                  | 74     |
| 2.       | McLaren-Ford Cosworth    | 69     |
| 3.       | Renault                  | 62     |
| 4.       | Williams-Ford Cosworth   | 58     |
| 5.       | Lotus-Ford Cosworth      | 30     |
| 6.       | Tyrrell-Ford Cosworth    | 25     |
| 7.       | Brabham-BMW              | 22     |
| 8.       | Ligier-Matra             | 20     |
| 9.       | Brabham-Ford Cosworth    | 19     |
| 10.      | Alfa Romeo               | 7      |
| 11.      | Arrows-Ford Cosworth     | 5      |
| 12.      | ATS-Ford Cosworth        | 4      |
| 13.      | Osella-Ford Cosworth     | 3      |
| 14.      | Fittipaldi-Ford Cosworth | 1      |

## Vanjske poveznice
- Službena stranica Formule 1